# بابلو جيل
بابلو جيل (بالإسبانية: Pablo Gil Sarrión)‏ (8 أكتوبر 1988 بمرسية في إسبانيا - ) هو لاعب كرة قدم إسباني في مركز الدفاع. شارك مع منتخب إسبانيا تحت 19 سنة لكرة القدم. أما مع النوادي، فقد لعب مع ريال مدريد كاستيا وسبارتا براغ ونادي ألباسيتي وMéxico FC (Spain) ‏ ونادي ميريدا وCaudal Deportivo ‏.

## وصلات خارجية
- بابلو جيل على موقع قاعدة بيانات كرة القدم.إي يو (الإنجليزية)
- بابلو جيل على موقع Soccerway.com (الإنجليزية)